# Lewis Bayly
Lewis Bayly (* 1565 in Carmarthen, Südwales; † 26. Oktober 1631 in Bangor, Nordwales) war ein englischer Theologe und ein bedeutender Vertreter des puritanischen Pietismus.

## Leben
Lewis studierte Theologie in Oxford, wurde dann anglikanischer Prediger in Evesham, Pfarrer von St. Matthew in London, dort Hofkaplan und ab 1616 Bischof von Bangor.
Seine reformatorischen Ansichten hatten viele Auseinandersetzungen und 1621 sogar eine Inhaftierung zur Folge. Dem damals wachsenden Einfluss der Arminianer konnte er nicht entgegenwirken, welche mit der hochkirchlichen Partei des Bischofs von St. Davids, William Laud, eine antipuritanische Gesetzgebung durchsetzen konnten.
Berühmtheit erlangte er durch sein Werk Practice of Piety, ein Buch über die Frömmigkeit der Frühzeit, welches unzählige Male vervielfältigt und sogar in einige Indianersprachen sowie die meisten europäischen Sprachen übersetzt wurde.

## Werk
- The Practice of Piety, directing a Christian, how to walk, that he may please God 1613 (dt. Basel 1628, Lüneburg 1631).

Praxis Pietatis: Das ist: Ubung der Gottseligkeit : Darinn begriffen/ wie ein Christgläubiger Mensch/ in wahrer erkäntnuß Gottes/ und seiner selbsten/ zunemen; sein Leben täglich in der Forcht Gottes anstellen/ mit ruhigem Gewissen zubringen/ unnd nach vollendetem Lauff seliglich beschliessen kan: Sampt beygefügten schönen Geist- und Trostreichen Gebetten ; Erstlich/ in Englischer Sprach uber die dreyssig mal; hernacher Frantzösisch zu unterschiedenen malen außgangen: anjetzo aber ... auch in die Teutsche Sprach gebracht Basel: Wagner, 1630–1631